# Цыдынжапов, Гомбожап Цыдынжапович
Гомбожа́п Цыдынжа́пович Цыдынжа́пов (бур.  Сэдэнжабай Гомбожаб; 1905—1980) — бурятский советский актёр, театральный режиссёр, театральный педагог, драматург, общественный деятель. Народный артист СССР (1940). Лауреат Сталинской премии второй степени (1949). Один из основателей бурятского профессионального театра.

## Биография
Родился 20 апреля (3 мая) 1905 года в улусе Любчикан (ныне — Улюкчикан, Баргузинский район, Бурятия) (по другим источникам — улус Улюн) в крестьянской семье.
В раннем возрасте был отдан на воспитание в буддийский монастырь — дацан, где пробыл 7 лет. В монастыре изучал тибетскую медицину, тибетский язык и старомонгольскую письменность, занимался музыкой, играл на бишхуре. Сбежав из дацана, работал батраком.
После прихода советской власти, практически не зная русского языка, в 1925 году поступил в Верхнеудинский педагогический техникум. Посещал музыкальные курсы. В 1926 году окончил этнографические курсы. Затем работал в Государственном музыкальном передвижном ансамбле при Наркомпросе Бурят-Монгольской АССР.
Весной 1930 года был командирован в Москву на курсы по художественной работе при Центральном доме самодеятельного искусства (ранее — Дом театрального просвещения имени академика В. Д. Поленова). В 1931 году поступил на режиссёрско-педагогический факультет ГИТИСа, который закончил в 1935 году.
В 1934—1948 годах — актёр и режиссёр (с 1936 — художественный руководитель) Бурятского драматического театра (с 1939 — музыкально-драматический).
В 1938 году в Бурятском драматическом театре была поставлена первая национальная музыкальная драма «Баир» П. М. Берлинского (либретто Г. Ц. Цыдынжапова и А. И. Шадаева). В 1940 году драма была поставлена во второй редакции совместно Б. Б. Ямпиловым. Во многих национальных театрах СССР в то время музыкальная драма была переходным жанром к опере.
В 1940 году, в рамках «дней Бурятии в Москве», состоялись гастроли театра. Выступления артистов были высоко оценены руководством, театр и сам Г. Цыдынжапов были награждены орденами Ленина. Зимой 1943 года возглавляемая им концертная бригада выезжала на Белорусский фронт.
В 1948 году театр был реорганизован: музыкальный театр был отделён от драматического. На основе музыкального был создан Бурятский театр оперы и балета.
В 1948 году — главный режиссёр Бурятского драматического театра, в 1948—1960 годах — главный режиссёр Бурятского театра оперы и балета.
В 1945—1946 годах стажировался во МХАТе (Москва).
Автор пьес «Снайпер», «Сын народа» (обе в 1943 году) и сценария художественного фильма «Золотой дом» (совместно с В. И. Ежовым и Д. О. Батобажаем).
В 1951 году был выдвинут на должность заместителя председателя Совета Министров Бурят-Монгольской АССР. Под его руководством проектировалось и воздвигалось оригинальное новое здание театра оперы и балета.
После выхода на пенсию работал в культпросветучилище, в 1960—70-х годах — заведующий кафедрой театральной режиссуры и актёрского мастерства в Восточно-Сибирском институте культуры.
Член КПСС с 1939 года. Депутат Верховного Совета РСФСР 2—4-го созывов и Верховного Совета Бурятской АССР 3-4-го созывов.
Умер 14 апреля 1980 года в Улан-Удэ. Похоронен на Заудинском кладбище Улан-Удэ.

## Звания и награды
- Народный артист Бурят-Монгольской АССР (1939)
- Народный артист СССР (31.10.1940)
- Сталинская премия второй степени (1949) — за заслуги в развитии бурят-монгольского театра[2]
- Орден Ленина (31.10.1940)
- Два ордена Трудового Красного Знамени (в том числе 1948)
- Орден «Знак Почёта»[3]
- Медали
- Почётный гражданин Улан-Удэ (1975).

## Творчество

### Актёр театра
- Отелло («Отелло» У. Шекспира, 1938)
- Шарлай («Эржен» Н. Г. Балдано и М. Эделя)
- Платон («Платон Кречет» А. Е. Корнейчука)
- Ленин («Кремлёвские куранты» Н. Ф. Погодина, 1947)

### Постановки
Драматические
- 1936 — «Тартюф» Мольера (на бурятском языке)
- 1937 — «Один из многих» Н. Г. Балдано
- 1937 — «Падь серебряная» Н. Ф. Погодина
- 1938 — «Баир» П. М. Берлинского на текст Г. Ц. Цыдынжапова и А. И. Шадаева
- 1943 — «Снайпер» Г. Ц. Цыдынжапова
- 1944 — «Бабжа-Барас-батор» Н. Г. Балдано (музыка Б. Б. Ямпиловым)
- 1947 — «Кремлёвские куранты» Н. Ф. Погодина
- 1959 — «Ровесники» Б. П. Пурбуева

Оперы
- 1943 — «Евгений Онегин» П. И. Чайковского
- 1944 — «Энхе-Булат батор» М. П. Фролова и Б. Б. Ямпилова
- 1948 — «На Байкале» Л. К. Книппера
- 1949 — «Мэдэгмаша» («У подножья Саян») С. Н. Ряузова
- 1953 — «Тихий Дон» И. И. Дзержинского
- 1955 — «Иоланта» П. И. Чайковского
- 1957 — «В бурю» Т. Н. Хренникова
- 1960 — «Паяцы» Р. Леонкавалло

### Актёр кино
- 1953 — Случай в тайге — Богдуев
- 1968 — Последний угон — Жонды
- 1971 — Кочующий фронт — старик
- Хозяин Красных гор (Челябинская студия телевидения)

## Память
- В 2006 году именем Г. Цыдынжапова назван «Бурятский государственный ордена Ленина академический театр оперы и балета».
- Г. Цыдынжапов — автор книги «Бурятская кухня».